# 춘천퀴어문화축제
춘천퀴어문화축제(Chuncheon Queer Culture Festival)는 강원특별자치도 춘천시에서 열리는 성소수자 축제이다. 2021년 춘천퀴어문화축제 준비위원회를 결성하였으며, 같은해 8월 10일 조직위원회라는 이름으로 결성, 2021년 11월 20일에 제1회 축제가 개최되었다. 약칭으로 춘퀴라고도 한다.

## 조직위원회의 출범
2021년 2월, 춘천퀴어문화축제의 준비를 위한 모임을 시작으로 준비위원회를 결성하였으며, 같은해 8월 10일 강원도청 앞에서 춘천퀴어문화축제 조직위원회 출범 기자회견을 가졌다.

## 같이 보기
- 프라이드 퍼레이드
- 퀴어문화축제
- 서울퀴어문화축제
- 대전퀴어문화축제
- 대구퀴어문화축제
- 부산퀴어문화축제
- 광주퀴어문화축제
- 인천퀴어문화축제
- 청주퀴어문화축제
- 전주퀴어문화축제
- 제주퀴어문화축제
- 경남퀴어문화축제
- 대한민국의 성소수자 행사
- 대한민국의 성소수자 권리
- 대한민국의 성소수자 목록
- 대한민국의 성소수자
- 대한민국의 성소수자 인권단체
- 게이 게임스